# Coupe de la Ligue japonaise de football 2000
Navigation
Coupe de la Ligue 1999 Coupe de la Ligue 2001
La coupe de la Ligue japonaise 2000 est la 8e édition de la Coupe de la Ligue japonaise, organisée par la J.League, elle oppose les 16 équipes de J.League 1 et les 11 équipes de J.League 2 du 12 avril 2000 au 4 novembre 2000.
Le vainqueur se qualifie pour la Coupe Suruga Bank.

## Format
Les 16 équipes évoluant en J.League 1 2000 et les 11 équipes de J.League 2 2000 participent au tournoi en match aller-retour.
Le Júbilo Iwata, Nagoya Grampus Eight, Kashima Antlers, FC Tokyo, Kashiwa Reysol participent à partir du 2e tour préliminaire.

## Tour préliminaire

### 1ertour préliminaire
| Équipe                | Aller | Total | Retour | Équipe                  |
| --------------------- | ----- | ----- | ------ | ----------------------- |
| Montedio Yamagata (2) | 0 - 3 | 1 - 3 | 1 - 0  | Sanfrecce Hiroshima (1) |
| Omiya Ardija (2)      | 0 - 4 | 0 - 6 | 0 - 2  | Vissel Kobe (1)         |
| Kawasaki Frontale (1) | 3 - 0 | 4 - 2 | 1 - 2  | Urawa Red Diamonds (2)  |
| Albirex Niigata (2)   | 0 - 1 | 1 - 4 | 1 - 3  | Kyoto Purple Sanga (1)  |
| Gamba Osaka (1)       | 2 - 1 | 3 - 1 | 1 - 0  | Consadole Sapporo (2)   |
| Oita Trinita (2)      | 2 - 2 | 3 - 5 | 1 - 3  | JEF United Ichihara (1) |
| Ventforet Kōfu (2)    | 0 - 2 | 1 - 7 | 1 - 5  | Yokohama F. Marinos (1) |
| Cerezo Osaka (1)      | 2 - 0 | 3 - 0 | 1 - 0  | Vegalta Sendai (2)      |
| Sagan Tosu (2)        | 0 - 1 | 2 - 3 | 1 - 2  | Verdy Kawasaki (1)      |
| Shonan Bellmare (2)   | 2 - 3 | 2 - 3 | 0 - 0  | Avispa Fukuoka (1)      |
| Shimizu S-Pulse (1)   | 4 - 1 | 7 - 2 | 3 - 1  | Mito HollyHock (2)      |

### 2etour préliminaire
| Équipe                  | Aller | Total             | Retour   | Équipe                   |
| ----------------------- | ----- | ----------------- | -------- | ------------------------ |
| Yokohama F. Marinos (1) | 4 - 1 | 4 - 2             | 0 - 1    | Sanfrecce Hiroshima (1)  |
| Gamba Osaka (1)         | 0 - 1 | 1 - 1 (3 - 2) tab | 1 - 0 ap | Júbilo Iwata (1)         |
| JEF United Ichihara (1) | 1 - 1 | 2 - 3             | 1 - 2    | Nagoya Grampus Eight (1) |
| Cerezo Osaka (1)        | 0 - 1 | 0 - 2             | 0 - 1    | Verdy Kawasaki (1)       |
| Avispa Fukuoka (1)      | 1 - 1 | 3 - 4             | 2 - 3ap  | Kashima Antlers (1)      |
| Kyoto Purple Sanga (1)  | 1 - 1 | 2 - 0             | 1 - 0    | FC Tokyo (1)             |
| Kawasaki Frontale (1)   | 1 - 0 | 2 - 1             | 1 - 1 ap | Kashiwa Reysol (1)       |
| Vissel Kobe (1)         | 2 - 0 | 2 - 4             | 0 - 4    | Shimizu S-Pulse (1)      |

## Phase finale
|  | Quarts de finale     | Quarts de finale     | Quarts de finale  | Quarts de finale  |                      |                      | Demi-finales | Demi-finales | Demi-finales | Demi-finales |  |  | Finale                          | Finale | Finale | Finale |
|  |                      |                      |                   |                   |                      |                      |              |              |              |              |  |  |                                 |        |        |        |
|  |                      |                      |                   |                   |                      |                      |              |              |              |              |  |  | Stade olympique national, Tokyo |        |        |        |
|  |                      |                      |                   |                   |                      |                      |              |              |              |              |  |  |                                 |        |        |        |
|  | Júbilo Iwata         | Júbilo Iwata         | 1                 | 1                 |                      |                      |              |              |              |              |  |  |                                 |        |        |        |
|  | Júbilo Iwata         | Júbilo Iwata         | 1                 | 1                 |                      |                      |              |              |              |              |  |  |                                 |        |        |        |
|  | Kyoto Purple Sanga   | Kyoto Purple Sanga   | 1                 | 2ap               |                      |                      |              |              |              |              |  |  |                                 |        |        |        |
|  | Kyoto Purple Sanga   | Kyoto Purple Sanga   | 1                 | 2ap               | Kyoto Purple Sanga   | Kyoto Purple Sanga   | 0            | 2 ap         |              |              |  |  |                                 |        |        |        |
|  |                      |                      |                   |                   | Kyoto Purple Sanga   | Kyoto Purple Sanga   | 0            | 2 ap         |              |              |  |  |                                 |        |        |        |
|  |                      |                      | Kawasaki Frontale | Kawasaki Frontale | 2                    | 1                    |              |              |              |              |  |  |                                 |        |        |        |
|  | Verdy Kawasaki       | Verdy Kawasaki       | Kawasaki Frontale | Kawasaki Frontale | 2                    | 1                    | 0            | 0            |              |              |  |  |                                 |        |        |        |
|  | Verdy Kawasaki       | Verdy Kawasaki       |                   |                   |                      |                      |              | 0            |              |              |  |  |                                 |        |        |        |
|  | Kawasaki Frontale    | Kawasaki Frontale    | 0                 | 2                 |                      |                      |              |              |              |              |  |  |                                 |        |        |        |
|  | Kawasaki Frontale    | Kawasaki Frontale    | 0                 | 2                 | Kawasaki Frontale    | Kawasaki Frontale    | 0            | 0            |              |              |  |  |                                 |        |        |        |
|  |                      |                      |                   |                   | Kawasaki Frontale    | Kawasaki Frontale    | 0            | 0            |              |              |  |  |                                 |        |        |        |
|  |                      |                      | Kashima Antlers   | Kashima Antlers   | 2                    | 2                    |              |              |              |              |  |  |                                 |        |        |        |
|  | Shimizu S-Pulse      | Shimizu S-Pulse      | Kashima Antlers   | Kashima Antlers   | 2                    | 2                    | 4            | 0            |              |              |  |  |                                 |        |        |        |
|  | Shimizu S-Pulse      | Shimizu S-Pulse      |                   |                   |                      |                      |              |              |              |              |  |  |                                 |        |        |        |
|  | Nagoya Grampus Eight | Nagoya Grampus Eight | 6                 | 0                 |                      |                      |              |              |              |              |  |  |                                 |        |        |        |
|  | Nagoya Grampus Eight | Nagoya Grampus Eight | 6                 | 0                 | Nagoya Grampus Eight | Nagoya Grampus Eight | 1            | 2            |              |              |  |  |                                 |        |        |        |
|  |                      |                      |                   |                   | Nagoya Grampus Eight | Nagoya Grampus Eight | 1            | 2            |              |              |  |  |                                 |        |        |        |
|  |                      |                      | Kashima Antlers   | Kashima Antlers   | 3                    | 3                    |              |              |              |              |  |  |                                 |        |        |        |
|  | Yokohama F. Marinos  | Yokohama F. Marinos  | Kashima Antlers   | Kashima Antlers   | 3                    | 3                    | 1            | 1            |              |              |  |  |                                 |        |        |        |
|  | Yokohama F. Marinos  | Yokohama F. Marinos  |                   |                   |                      |                      |              | 1            |              |              |  |  |                                 |        |        |        |
|  | Kashima Antlers      | Kashima Antlers      | 2                 | 1                 |                      |                      |              |              |              |              |  |  |                                 |        |        |        |
|  | Kashima Antlers      | Kashima Antlers      | 2                 | 1                 |                      |                      |              |              |              |              |  |  |                                 |        |        |        |
|  |                      |                      |                   |                   |                      |                      |              |              |              |              |  |  |                                 |        |        |        |

### Quarts de finale
| Équipe                  | Aller | Total | Retour  | Équipe                   |
| ----------------------- | ----- | ----- | ------- | ------------------------ |
| Shimizu S-Pulse (1)     | 4 - 6 | 4 - 6 | 0 - 0   | Nagoya Grampus Eight (1) |
| Verdy Kawasaki (1)      | 0 - 0 | 0 - 2 | 0 - 2   | Kawasaki Frontale (1)    |
| Júbilo Iwata (1)        | 1 - 1 | 2 - 3 | 1 - 2ap | Kyoto Purple Sanga (1)   |
| Yokohama F. Marinos (1) | 1 - 2 | 2 - 3 | 1 - 1   | Kashima Antlers (1)      |

### Demi-finales
| Équipe                   | Aller | Total | Retour  | Équipe                |
| ------------------------ | ----- | ----- | ------- | --------------------- |
| Nagoya Grampus Eight (1) | 1 - 3 | 3 - 6 | 2 - 3   | Kashima Antlers (1)   |
| Kyoto Purple Sanga (1)   | 0 - 2 | 2 - 3 | 2 - 1ap | Kawasaki Frontale (1) |

### Finale
| Samedi 4 novembre 2000               | Kawasaki Frontale (1)      | 0 - 2   | Kashima Antlers (1)                       | Stade olympique national, Tokyo                 |                                                 |
| 14h00 (UTC+9) (6h00 heure française) |                            | (0 - 1) | 31e Nakata · 63e Bismarck                 | Spectateurs : 26 992 Arbitrage : Leslie Mottram | Spectateurs : 26 992 Arbitrage : Leslie Mottram |
| 14h00 (UTC+9) (6h00 heure française) | Rossi 24e · Ricardinho 37e | Rapport | 4e Bismarck · 19e Narahashi · 26e Kumagai | Spectateurs : 26 992 Arbitrage : Leslie Mottram | Spectateurs : 26 992 Arbitrage : Leslie Mottram |

## Statistiques

### Meilleurs buteurs
|                    | Buteur          | Club                              | Buts | MJ |
| ------------------ | --------------- | --------------------------------- | ---- | -- |
| Médaille d'or      | Yoo Sang-chul   | Yokohama F. Marinos               | 4    | 6  |
| Médaille d'argent  | Carlos Santos   | Shimizu S-Pulse                   | 4    | 5  |
| Médaille de bronze | Tomoyuki Hirase | Kashima Antlers                   | 4    | 5  |
| 4                  | Régis Pitbull   | Kyoto Purple Sanga                | 3    | 4  |
| 5                  | Takayuki Suzuki | Kashima Antlers Kawasaki Frontale | 3    | 7  |